# Rafael Rodrigues
Rafael Vela Rodrigues (Oliveira do Bairro, 27 de enero de 2002) es un futbolista portugués que juega como defensa en el Al-Ain F. C. de la UAE Pro League.

## Selección nacional
Ha representado a Portugal a nivel internacional juvenil.

## Estadísticas

### Clubes
Actualizado al último partido disputado el 3 de noviembre de 2024.
| Club                       | Div.          | Temporada     | Liga  | Liga  | Copas nacionales | Copas nacionales | Copas internacionales | Copas internacionales | Total | Total |
| Club                       | Div.          | Temporada     | Part. | Goles | Part.            | Goles            | Part.                 | Goles                 | Part. | Goles |
| -------------------------- | ------------- | ------------- | ----- | ----- | ---------------- | ---------------- | --------------------- | --------------------- | ----- | ----- |
| S. L. Benfica "B" Portugal | 2.ª           | 2020-21       | 1     | 0     | —                | —                | —                     | —                     | 1     | 0     |
| S. L. Benfica "B" Portugal | 2.ª           | 2021-22       | 15    | 0     | —                | —                | —                     | —                     | 15    | 0     |
| S. L. Benfica "B" Portugal | 2.ª           | 2022-23       | 31    | 0     | —                | —                | —                     | —                     | 31    | 0     |
| S. L. Benfica "B" Portugal | 2.ª           | 2023-24       | 28    | 1     | —                | —                | —                     | —                     | 28    | 1     |
| S. L. Benfica "B" Portugal | Total club    | Total club    | 74    | 1     | 0                | 0                | 0                     | 0                     | 74    | 1     |
| AVS Futebol SAD Portugal   | 1.ª           | 2024-25       | 6     | 0     | 1                | 0                | —                     | —                     | 7     | 0     |
| AVS Futebol SAD Portugal   | Total club    | Total club    | 6     | 0     | 1                | 0                | 0                     | 0                     | 7     | 0     |
| Total carrera              | Total carrera | Total carrera | 80    | 1     | 1                | 0                | 0                     | 0                     | 81    | 1     |